# Jean-Nicolas Corvisart

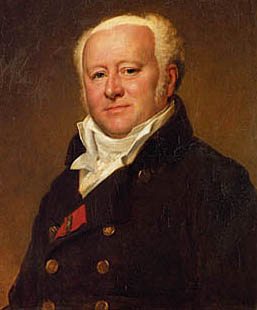
Portret Corvisarta pędzla François Gérarda

herb Corvisarta

Jean-Nicolas Corvisart (ur. 5 lutego 1755 w Dricourt, zm. 15 września 1821) – francuski medyk, pionier kardiologii, profesor College de France, osobisty lekarz Napoleona Bonaparte.

## Życiorys
Urodził się w miejscowości Dricourt 5 lutego 1755. Był synem prawnika. Początkowo skierowany przez ojca do szkoły prawniczej, przejawiał jednak znaczne zainteresowanie sztuką lekarską. Podjął studia medyczne w Paryskim Faculté de médecine. W 1782 uzyskał tytuł lekarza. Praktykę lekarską rozpoczął w paryskiej parafii Saint Sulpice. Dawał też prywatne kursy fizjologii, położnictwa i chirurgii. W 1785 uzyskał stopień doktora. W 1788 zatrudniono go jako lekarza i wykładowcę w Hopital de la Charité. W latach 90. został profesorem patologii klinicznej na College de France. Dawał wykłady w szpitalach Necker i Cochin. Redagował periodyk "Journal de Medicine, Chirurgie et Pharmacie". W 1797 przetłumaczył na francuski dzieło Maximilliana Stolla o gorączkach pt. Aphorisms on the Knowledge and Cure of the Fevers. 
Wyróżniał się talentem chirurgicznym i był uważany za eksperta w dziedzinie medycyny; w 1801 przedstawiono go Napoleonowi Bonaparte. Około 1804 lub 1806 został jego osobistym lekarzem; funkcję tę sprawował do 1815. Cieszył się dużym zaufaniem cesarza. Leczył również cesarzową Józefinę. W 1808 nadano mu tytuł barona. W 1811 przyjęto go do grona Francuskiej Akademii Nauk. Był oficerem Orderu Legii Honorowej i komandorem Królewskiego Orderu Holandii. Zmarł 15 września 1821. 

## Wkład w naukę
Jego wydana w 1806 praca pt. Essai sur les maladies et les lésions organiques du cæur et des gros vaisseaux stanowi pionierskie dzieło w dziedzinie kardiologii. Zawiera m.in. dokładny opis niewydolności serca z podziałem na fazy. Corvisart zaproponował w tej pracy autorską kategoryzację schorzeń serca. Ponadto zawarł w książce pierwszy opis przypadłości znanej w późniejszej medycynie jako zapalenie osierdzia. Dokonał własnego podziału czynników chorobotwórczych na wewnętrzne i zewnętrzne. Od jego nazwiska pochodzą medyczne nazwy opisanych w tej książce: syndromu Fallota-Corvisarta, objawu znanego jako Twarz Corvisarta, oraz tzw. choroby Corvisarta (Kardiomiopatia przerostowa).
W 1808 przetłumaczył na język francuski dzieło Leopolda von Auerbruggera nt. kardiologii, popularyzując tym samym postulowaną w tej książce metodę osłuchiwania i opukiwania pacjenta. Corvisart był jednym z pierwszych  we Francji lekarzy stosujących tę metodę. Wydana w 1808 książka była raczej rozwiniętą wersją pracy Auerbruggera aniżeli tylko jej tłumaczeniem. Zainteresowanie się Corvisarta tymi metodami wynikało częściowo z rosnącej wówczas we Francji popularności filozofii sensualistycznej.
Do grona jego uczniów należeli m.in. François Xavier Bichat, Pierre Brettonneau, Guillaume Dupuytren i René Laennec. Ten ostatni rozwinął i udoskonalił osiągnięcia Corvisarta w dziedzinie osłuchiwania, opracowując pierwsze prototypy stetoskopu.